# Giovanni Legrenzi
Giovanni Legrenzi, italijanski baročni skladatelj in organist, * 1626, Clusone, † 27. maj 1690.
Legrenzi velja za enega najbolj vplivnih beneških skladateljev poznega 17. stoletja, katerega dela so bila pomembna pri razvoju poznobaročne glasbe v severni Italiji.